# Çobansığnaq
Çobansığnaq är en ort i Azerbajdzjan.   Den ligger i distriktet Tovuz Rayonu, i den västra delen av landet, 400 km väster om huvudstaden Baku. Çobansığnaq ligger 1 341 meter över havet och antalet invånare är 1 589.
Terrängen runt Çobansığnaq är huvudsakligen kuperad, men västerut är den bergig. Närmaste större samhälle är Zeyamdzhirdakhan, 17,3 km nordost om Çobansığnaq. 
Trakten runt Çobansığnaq består till största delen av jordbruksmark. Runt Çobansığnaq är det ganska tätbefolkat, med 70 invånare per kvadratkilometer.